# Temporada de ciclones no Índico Norte de 2006
A temporada de ciclones no Oceano Índico norte de 2006 foi um evento do ciclo anual da formação de ciclones tropicais. Não há limites específicos para o começo ou o término da temporada de ciclones no Oceano Índico norte, mas os ciclones tendem a se formar entre Abril e Dezembro, com picos em Maio e Novembro. Estas datas delimitam convencionalmente o período de cada ano quando a maioria dos ciclones tropicais forma-se no Oceano Índico norte.
Convencionalmente, decidiu-se separar o Oceano Índico em diferentes áreas de monitoramento de ciclones tropicais. O objetivo deste artigo é detalhar os ciclones tropicais que se formam ao norte da linha do Equador, ou seja, detalhar os ciclones tropicais que se formaram na parte do Oceano Índico situada no Hemisfério norte, entre o Chifre da África e a Península da Malásia. Nesta área, há dois mares principais: o Mar Arábico a oeste do Subcontinente índiano, abreviada pelo Departamento Meteorológico da Índia (DMI) como ARB; e o Golfo de Bengala a leste do Subcontinente Indiano, abreviada pelo DMI como BOB.
O Centro Meteorológico Regional Especializado para esta bacia de formação de ciclones tropicais é o Departamento Meteorológico da Índia, mas o Joint Typhoon Warning Center emite avisos não-oficiais sobre sistemas que porventura ocorram nesta bacia. A escala de ciclones tropicais para esta bacia difere-se substancialmente da escala de furacões de Saffir-Simpson. Na média, entre 4 a 6 tempestades formam-se nesta região.

## Tempestades

### Depressão profunda ARB 01
Uma área de convecção formou-se a sudeste de Sri Lanka em 12 de Janeiro. A perturbação intensificou-se e o Joint Typhoon Warning Center emitiu um alerta de formação de ciclone tropical sobre o sistema durante a manhã (UTC) de 13 de Janeiro, emitindo seu primeiro aviso sobre o recém-formado ciclone tropical 01A horas depois. Naquele momento, o centro do ciclone localizava-se a 425 km a oeste-sudoeste de Colombo, Sri Lanka. Praticamente ao mesmo tempo, o Departamento Meteorológico da Índia (DMI) classificou o sistema numa depressão. O sistema continuou a se desenvolver lentamente e o DMI classificou a depressão como uma depressão profunda durante a manhã de 14 de Janeiro. O sistema alcançou o pico de intensidade com ventos máximos sustentados de 85 km/h ainda em 14 de Janeiro.
No entanto, o sistema encontrou condições desfavoráveis sobre o Mar Arábico e o DMI desclassificou a depressão profunda numa depressão e o JTWC emitiu seu último aviso sobre o sistema às 21:00 (UTC) de 14 de Janeiro. O DMI fez o mesmo durante a madrugada (UTC) de 15 de Janeiro. A área de baixa pressão remanescente de 01A seguiu para oeste, dissipando-se totalmente em 17 de Janeiro, ao largo da costa leste da Somália.

### Tempestade ciclônica muito intensa Mala
Uma área de convecção formou-se a noroeste da ilha de Sumatra, Indonésia e seguiu para noroeste, intensificando-se lentamente. Em 24 de Abril, o JTWC classificou a perturbação como o ciclone tropical 02B. Naquele momento, o centro do ciclone estava localizado na região central do Golfo de Bengala. No dia seguinte, o DMI classificou o sistema como uma tempestade ciclônica e lhe atribuiu o nome Mala. As áreas de convecção expandiam-se continuamente, e sob um ambiente com condições meteorológicas favoráveis, Mala tornou-se uma tempestade ciclônica muito intensa em 27 de Abril. Mala começou a seguir continuamente assim que continuava a se intensificar, alcançando o pico de intensidade com ventos máximos sustentados de 220 km/h em 28 de Abril, intensidade equivalente a um furacão de categoria 4 na escala de furacões de Saffir-Simpson. Após atingir o pico de intensidade, mala enfraqueceu-se rapidamente e atingiu a costa oeste de Mianmar em 29 de Abril. Mala rapidamente dissipou-se sobre terra.
Antes de Mala fazer landfall, gerou ondas fortes que atingiram toda a costa oeste de Mianmar. Após atingir o país, Mala causou danos generalizados. A área mais duramente atingida foi a periferia de Yangon, onde fortes ventos danificaram cerca de 150 construções. O ciclone também derrubou muitos postes, deixando muitos sem o fornecimento de eletricidade. Mala também causou chuvas torrenciais sobre Mianmar, onde as enchentes alcançaram 1 metro de profundidade. Mala causou 22 fatalidades durante a sua passagem sobre Mianmar.
O ciclone Mala foi o terceiro ciclone tropical mais intenso a se formar em Abril na bacia do Oceano Índico norte; os outros foram em 1991 e 1994. Coincidentemente, o ciclone mala e os ciclones de 1991 e 1994 foram numerados como "02B"; são elas as únicas tempestades ciclônicas a se formar em Abril e todos eles fizeram destrutivos landfalls na Ásia.

### Depressão profunda BOB 02
Uma área de distúrbios meteorológicos formou-se ao sul de Calcutá, Índia em 29 de Junho. O JTWC começou a monitorar a perturbação em 30 de Julho. O DMI classificou o sistema diretamente como uma depressão profunda em 2 de Julho. Mesmo próximo à costa indiana, o sistema fortaleceu-se e o JTWC emitiu seu primeiro aviso em 2 de Julho sobre o recém-formado ciclone tropical 03B.
No entanto, o sistema seguiu para sudoeste e fez landfall na costa de Orissa e o JTWC emitiu seu último aviso sobre o sistema durante a manhã (UTC) de 3 de Julho. Praticamente ao mesmo tempo, o DMI emitiu seu aviso final sobre a depressão profunda.

### Depressão profunda BOB 03
O Departamento Meteorológico da Índia (DMI) identificou a formação de uma depressão em 2 de Agosto ao largo da costa de Orissa, Índia. Horas mais tarde, o DMI classificou a depressão como uma depressão profunda.
No entanto, o sistema fez landfall na costa da província indiana de Orissa, entre as cidades de Puri e Gopalpur durante a madrugada (UTC) de 3 de Agosto e emitiu seu aviso final sobre o sistema.

### Depressão BOB 04
O Departamento Meteorológico da Índia (DMI) identificou a formação de uma depressão em 12 de Agosto praticamente sobre a costa de Orissa, Índia.
Movendo-se para oeste, a depressão fez landfall na costa de Orissa, Índia, na tarde (UTC) de 13 de Agosto e o DMI emitiu seu aviso final sobre o sistema.

### Depressão BOB 05
O Departamento Meteorológico da Índia (DMI) identificou a formação de uma nova depressão em 16 de Agosto ao largo da costa de Orissa, Índia.
A depressão fez landfall na costa de Orissa no final da noite de 16 de Agosto e emitiu seu aviso final sobre o sistema.

### Depressão BOB 06
O Departamento Meteorológico da Índia (DMI) identificou a formação de uma nova depressão em 29 de Agosto ao largo da costa de Orissa, Índia.
No entanto, a depressão, movendo-se para oeste, fez landfall na costa de Orissa horas depois, perto de Paradip. Com isso, o DMI emitiu seu aviso final sobre o sistema.

### Depressão BOB 07
O Departamento Meteorológico da Índia (DMI) identificou a formação de uma nova depressão em 3 de Setembro ao sul de costa de Calcutá, Índia.
No entanto, a depressão dez landfall na costa de Orissa, perto de Chanbali, no começo da madrugada de 4 de Setembro e o DMI emitiu seu aviso final sobre o sistema.

### Depressão BOB 08
O Departamento Meteorológico da Índia (DMI) classificou uma área de baixa pressão bem definida perto de Jamshedpur, Índia como uma depressão sobre terra como uma pressão atmosférica mínima central de 996 hPa e com ventos máximos sustentados de 45 km/h. em 21 de Setembro. O Laboratório de Pesquisas Navais (NRL) dos Estados Unidos da América tinha monitorado anteriormente o sistema antes dele mover-se sobre terra perto da fronteira da Índia com o Bangladesh. A depressão degenerou-se para uma área de baixa pressão remanescente em 24 de Setembro e dissipou-se mais tarde. As chuvas torrenciais causadas pela depressão causaram enchentes que mataram mais de 170 pessoas e deixou cerca de 375.000 pessoas desabrigadas no leste da Índia e em Bangladesh.

### Tempestade ciclônica intensa Mukda
Em 17 de Setembro, uma área de distúrbios meteorológicos formou-se a oeste-noroeste de Bombaim, Índia, no Mar Arábico. O JTWC começou a monitorar o sistema como uma perturbação tropical no dia seguinte e emitiu um Alerta de Formação de Ciclone Tropical (AFCT) sobre o sistema em 20 de Setembro. Em 21 de Setembro, o sistema foi classificado como o ciclone tropical 04A pelo Joint Typhoon Warning Center. No mesmo dia, O Departamento Meteorológico da Índia começou a monitorar o sistema como uma depressão. Mais tarde, o DMI classificou o sistema numa depressão profunda e no começo da madrugada de 22 de Setembro, designou-o como a tempestade ciclônica Mukda. Mukda, movendo-se lentamente e erraticamente sobre o Mar Arábico, intensificou-se para uma tempestade ciclônica severa mais tarde. Em 24 de Setembro, Mukda enfraqueceu-se para uma depressão devido ao aumento do cisalhamento do vento. O JTWC emitiu seu último aviso logo depois. A circulação remanescente persistiu por mais quatro dias antes de se dissipar completamente em 28 de Setembro. Mukda nunca ameaçou a costa.

### Depressão BOB 09
Uma área de convecção formou-se ao largo da costa de Mianmar em 26 de Novembro. O JTWC começou a monitorar o sistema como uma perturbação tropical no dia seguinte. O sistema continuou a seguir para oeste assim que se intensificava e o JTWC emitiu seu primeiro aviso sobre o recém-formado ciclone tropical 05B em 28 de Setembro. Mais tarde, o DMI classificou o sistema como uma depressão. No entanto, o JTWC emitiu seu último aviso sobre o sistema assim que o ciclone fez landfall na costa entre a divisa das províncias indianas de Orissa e Andhra Pradesh. O DMI fez o mesmo sem ter nunca classificado o sistema acima de uma simples depressão. A área de baixa pressão remanescente do ciclone seguiu sobre a Índia até se dissipar completamente sobre a porção central do Subcontinente indiano.

### Tempestade ciclônica Ogni
Em 29 de outubro, uma depressão profunda  que tinha se formado anteriormente ao largo da costa de Andhra Pradesh intensificou-se e o DMI atribuiu-lhe o nome Ogni, um nome contribuído pelo Bangladesh. A tempestade ciclônica enfraqueceu-se de volta para uma depressão profunda e fez landfall perto de Bapatla por volta das 07:30 (UTC) de 30 de Outubro.
Em análises pós-tempestade, o JTWC reconheceu a formação da tempestade e numerou-lhe como 06B.

### Depressão tropical Durian
O tufão Durian (designação internacional: 0621; designação do JTWC: 24W; designação filipina: Reming, às vezes chamado de super tufão Durian) foi um intenso ciclone tropical que causou estragos nas Filipinas, causando perdas massivas a vidas quando correntes de lama do Vulcão Mayon soterrou muitos vilarejos. De acordo com o Joint Typhoon Warning Center (JTWC), Durian foi a vigésima quarta depressão tropical, a vigésima terceira tempestade tropical, o décimo quarto tufão e o sétimo super tufão da temporada de tufões no Pacífico de 2006. Durian também foi o vigésimo primeiro sistema tropical nomeado e o décimo quarto tufão da temporada reconhecido pelo Centro Meteorológico Regional Especializado (CMRE) para ciclones tropicais nesta região, a Agência Meteorológica do Japão. O nome Durian foi submetida na lista de nomes pela Tailândia e refere-se a uma fruta, o Durião (Durio zibethinus)

## Energia ciclônica acumulada
| 1             | 11,498 | Mala  | 4 | 0,613 | 05B |
| 2             | 3,414  | Mukda | 5 | 0,123 | 03B |
| 3             | 0,613  | 01A   | 6 |       |     |
| Total: 16,261 |        |       |   |       |     |

A tabela a direita mostra a Energia ciclônica acumulada (ECA) para cada ciclone tropical formado durante a temporada. O ECA é, de forma abrangente, uma energia medida da tempestade multiplicada pelo tempo em que a mesma existiu. Quanto mais tempo dura e quanto mais forte a tempestade, a mesma terá uma ECA maior. A ECA somente é calculada para aqueles sistemas que alcancem força de tempestade tropical, ou seja, sistemas cujos ventos alcancem 63 km/h ou mais.

## Cronologia
O gráfico abaixo mostra de forma clara a duração e a intensidade de cada ciclone tropical:
- Correção: a tempestade ciclônica Ogni não foi um furacão de Categoria 5,só uma Tempestade tropical

## Nomes das tempestades
Os nomes de ciclones tropicais no Índico norte são usados sequencialmente e apenas uma vez. Abaixo estão listados apenas aqueles usados durante a temporada de 2006:
- Mala
- Mukda
- Ogni